# German Open 2018
German Open 2018, známý také pod názvem German Tennis Championships 2018, byl tenisový turnaj pořádaný jako součást mužského okruhu ATP World Tour, který se odehrával ve druhém největším německém městě Hamburku na otevřených antukových dvorcích. Konal se mezi 23. až 29. červencem 2018 v areálu Am Rothenbaum jako 112. ročník turnaje.
Rozpočet hamburské události, patřící do kategorie ATP World Tour 500, činil 1 753 255 eur. Nejvýše nasazeným hráčem ve dvouhře se stal devátý muž žebříčku Dominic Thiem z Rakouska. Jako poslední přímý účastník do hlavní soutěže ve dvouhře nastoupil uruguayský 81. hráč žebříčku Pablo Cuevas.
Premiérový titul na okruhu ATP Tour získal Nikoloz Basilašvili, který se stal prvním gruzínským vítězem turnaje ATP. Rovněž se stal prvním vítězným kvalifikantem v kategorii ATP 500 od titulu Philippa Petzschnera na Bank Austria-TennisTrophy 2008. Šestou společnou trofej ze čtyřhry okruhu ATP si odvezla chilsko-argentinská dvojice Julio Peralta a Horacio Zeballos.

## Rozdělení bodů a finančních odměn

### Rozdělení bodů
| Soutěž  | vítězové | finalisté | semifinalisté | čtvrtfinalisté | 16 v kole | 32 v kole | Q  | Q2 | Q1 |
| ------- | -------- | --------- | ------------- | -------------- | --------- | --------- | -- | -- | -- |
| dvouhra | 500      | 300       | 180           | 90             | 45        | 0         | 20 | 10 | 0  |
| čtyřhra | 500      | 300       | 180           | 90             | 0         | —         | —  | —  | —  |

### Finanční odměny
| Soutěž                              | vítězové | finalisté | semifinalisté | čtvrtfinalisté | 16 v kole | 32 v kole | Q2     | Q1     |
| ----------------------------------- | -------- | --------- | ------------- | -------------- | --------- | --------- | ------ | ------ |
| dvouhra                             | €349 200 | €171 195  | €86 145       | €43 810        | €22 750   | €12 000   | €2 655 | €1 355 |
| čtyřhra                             | €105 140 | €51 470   | €25 820       | €13 250        | €6 850    | —         | —      | —      |
| částka ve čtyřhře je uvedena na pár |          |           |               |                |           |           |        |        |

## Mužská dvouhra

### Nasazení
| Stát                           | Hráč                  | ATP | Nasazení |
| ------------------------------ | --------------------- | --- | -------- |
| Rakousko                       | Dominic Thiem         | 9.  | 1.       |
| Argentina                      | Diego Schwartzman     | 12. | 2.       |
| Španělsko                      | Pablo Carreño Busta   | 13. | 3.       |
| Bosna a Hercegovina            | Damir Džumhur         | 23. | 4.       |
| Německo                        | Philipp Kohlschreiber | 24. | 5.       |
| Itálie                         | Marco Cecchinato      | 27. | 6.       |
| Francie                        | Richard Gasquet       | 29. | 7.       |
| Španělsko                      | Fernando Verdasco     | 33. | 8.       |
| Žebříček ATP k 16. červnz 2018 |                       |     |          |

### Jiné formy účasti na turnaji
Následující hráči obdrželi divokou kartu do hlavní soutěže:
- Florian Mayer
- Rudolf Molleker
- Casper Ruud

Následující hráč obdržel zvláštní výjimku:
- Henri Laaksonen

Následující hráči postoupili z kvalifikace:
- Nikoloz Basilašvili
- Jozef Kovalík
- Daniel Masur
- Corentin Moutet

Následující hráč postoupil z kvalifikace jako tzv. šťastný poražený:
- Thiago Monteiro

### Odhlášení
před začátkem turnaje
- Filip Krajinović → nahradil jej  Aljaž Bedene
- Lucas Pouille → nahradil jej  Nicolás Jarry
- Andreas Seppi → nahradil jej  Thiago Monteiro
- Stefanos Tsitsipas → nahradil jej  Jan-Lennard Struff

v průběhu turnaje
- Richard Gasquet (poranění levé kyčle)[1]

### Skrečování
- Aljaž Bedene (poranění zad)[1]

## Čtyřhra

### Nasazení párů
| Země                                                                      | Hráč          | Země       | Hráč              | ATP | Nasazení |
| ------------------------------------------------------------------------- | ------------- | ---------- | ----------------- | --- | -------- |
| Rakousko                                                                  | Oliver Marach | Chorvatsko | Mate Pavić        | 5.  | 1.       |
| Chorvatsko                                                                | Ivan Dodig    | Nizozemsko | Jean-Julien Rojer | 29. | 2..      |
| Chorvatsko                                                                | Nikola Mektić | Rakousko   | Alexander Peya    | 42. | 3.       |
| Uruguay                                                                   | Pablo Cuevas  | Španělsko  | Marc López        | 50. | 4.       |
| Žebříček ATP k 16. červnu 2018; číslo je součtem umístění obou členů páru |               |            |                   |     |          |

### Jiné formy účasti
Následující páry obdržely divokou kartu do hlavní soutěže:
- Jürgen Melzer /  Dominic Thiem
- Philipp Petzschner /  Tim Pütz

Následující pár postoupil z kvalifikace:
- Martin Kližan /  Jozef Kovalík

## Přehled finále

### Mužská dvouhra
- Nikoloz Basilašvili vs.  Leonardo Mayer, 6–4, 0–6, 7–5

### Mužská čtyřhra
- Julio Peralta /  Horacio Zeballos vs.  Oliver Marach /  Mate Pavić, 6–1, 4–6, [10–6]